# Manifesto por uma Arte Revolucionária Independente
Manifesto por uma Arte Revolucionária Independente é um texto escrito em 25 de julho de 1938 pelo organizador da Quarta Internacional Leon Trotsky e pelo fundador do surrealismo André Breton.
O manifesto faz o apelo à construção da Federação Internacional da Arte Revolucionária e Independente (FIARI). Este  procurava aglutinar os artistas que não viam, nem no capitalismo, sendo o regime fascista ou democrático, nem no autoritarismo estalinista a solução para os problemas da arte, mas sim na luta pela independência da arte e pela revolução socialista mundial. No Brasil, um de seus divulgadores foi o crítico de arte Mário Pedrosa. O manifesto foi uma resposta à proposta de arte proletária e literatura proletária, proposta por Stalin em 1934.

## História
Em 1938, na Cidade do México, o revolucionário russo Leon Trotsky e o poeta surrealista francês André Breton redigiram, após longas discussões, redigem o manifesto “Por uma arte revolucionária e independente”. Embora tivessem encontrado-se pela primeira vez poucos meses antes da redação do manifesto, anos antes já um forte laço vinha se formando entre estas duas personagens tão importantes quanto diferentes do século XX. Quando Breton ainda era membro do Partido Comunista Francês (PCF), no começo da década de 30, junto com outros artistas próximos a ele rejeitam a chamada “literatura proletária”, imposta pelo estalinismo, através da Associação Russa de Escritores Proletários (AREP).
Neste debate, travado dentro da Associação de Escritores e Artistas Revolucionários (AEAR), utilizam argumentos próximos das teses desenvolvidas por Trotsky, na sua obra Literatura e Revolução, escrita em 1924. Mais tarde, em 1934, assumem abertamente postura contrária à expulsão de Trotsky da França e saúdam “o organizador do Exército Vermelho que permitiu ao proletariado conservar o poder apesar do mundo capitalista coligado contra ele”, no panfleto “Planeta sem passaporte”. No ano de 1935, rompem definitivamente com o PCF, no Congresso Internacional de Escritores em Defesa da Cultura.
Entre 1936 e 1938, a Rússia vê, apavorada, sob as ordens de Stalin, os opositores à burocracia contra-revolucionária que assumira o controle do país serem assassinados ou deportados, naquilo que ficou conhecido como os Processos de Moscou. Quando Trotsky e Breton se encontravam pela primeira vez, em maio de 1938, os últimos sobreviventes da Oposição de Esquerda russa estavam sendo assassinados. O manifesto, escrito em 25 de julho, faz o chamado à construção da Federação Internacional da Arte Revolucionária e Independente (FIARI), a qual, surgida às vésperas do início da Segunda Guerra Mundial, teve uma breve existência. Essa Federação se opunha firmemente à proposta stalinista de arte dita "engajada" e ao chamado realismo socialista.
No entanto, a FIARI, mesmo tendo se dissolvido ainda no início de 1939, e seu manifesto cumpriram o papel ao qual se propunham, de ser o grito dos artistas das novas gerações que buscam a liberdade de criação, sua emancipação, independente de qualquer Estado, rumo à revolução socialista mundial.

## Trechos
Manifesto de André Breton e Leon Trotski:
| “ | (...) ao defender a liberdade de criação, não pretendemos absolutamente justificar o indiferentismo político e longe está de nosso pensamento querer ressuscitar uma arte dita “pura” (...). Não, nós temos um conceito muito elevado da função da arte para negar sua influência sobre o destino da sociedade. Consideramos que a tarefa suprema da arte em nossa época é participar consciente e ativamente da preparação da revolução. No entanto, o artista só pode servir à luta emancipadora quando está compenetrado subjetivamente de seu conteúdo social e individual, quando faz passar por seus nervos o sentido e o drama dessa luta e quando procura livremente dar uma encarnação artística a seu mundo interior. ("Manifesto por uma Arte Revolucionária Independente"). | ” |